# Course en ligne féminine aux championnats du monde de cyclisme sur route 1985
Navigation
1983 1986
La course en ligne féminine aux championnats du monde de cyclisme sur route 1985 a lieu le 31 août 1985 à Giavera del Montello en Italie. Cette édition est remportée par la Française Jeannie Longo.

## Classement
|                                    | Coureuse               | Pays                 |    | Temps           |
| ---------------------------------- | ---------------------- | -------------------- | -- | --------------- |
| Médaille d'or, Coupe du Monde      | Jeannie Longo          | France               | en | 1 h 53 min 10 s |
| Médaille d'argent, Coupe du Monde  | Maria Canins           | Italie               | +  |                 |
| Médaille de bronze, Coupe du Monde | Sandra Schumacher      | Allemagne de l'Ouest |    | 47 s            |
| 4                                  | Valérie Simonnet       | France               |    | 47 s            |
| 5                                  | Marie Höljer           | Suède                |    | 47 s            |
| 6                                  | Dominique Damiani      | France               |    | 47 s            |
| 7                                  | Roberta Bonanomi       | Italie               |    | 47 s            |
| 8                                  | Virginie Lafargue      | France               |    | 47 s            |
| 9                                  | Kathleen Shannon       | Australie            |    | 47 s            |
| 10                                 | Stefania Carmine       | Suisse               |    | 47 s            |
| 11                                 | Irina Kolesnikova      | Union soviétique     |    | 47 s            |
| 12                                 | Robyn Battison         | Australie            |    | 47 s            |
| 13                                 | Inga Thompson          | États-Unis           |    | 47 s            |
| 14                                 | Ute Enzenauer          | Allemagne de l'Ouest |    | 47 s            |
| 15                                 | Rebecca Twigg          | États-Unis           |    | 47 s            |
| 16                                 | Barbara Erdin-Ganz     | Suisse               |    | 47 s            |
| 17                                 | Danute Bankaitis-Davis | États-Unis           |    | 47 s            |
| 18                                 | Nadesja Kibardina      | Union soviétique     |    | 1 min 50 s      |
| 19                                 | Margaret Maass         | États-Unis           |    | 2 min 31 s      |
| 20                                 | Imelda Chiappa         | Italie               |    | 2 min 31 s      |
| 21                                 | Marianne Berglund      | Suède                |    | 3 min 34 s      |
| 22                                 | Iiris Karhu            | Finlande             |    | 3 min 34 s      |
| 23                                 | Laima Zilporytė        | Union soviétique     |    | 3 min 34 s      |
| 24                                 | Galina Strakhotskaja   | Union soviétique     |    | 3 min 34 s      |
| 25                                 | Birgit Förstl          | Allemagne de l'Ouest |    | 3 min 34 s      |
| 26                                 | Maria Blower           | Royaume-Uni          |    | 3 min 34 s      |
| 27                                 | Ingrid Mekers          | Belgique             |    | 3 min 34 s      |
| 28                                 | Yu Xia Cheng           | Chine                |    | 3 min 34 s      |
| 29                                 | Sara Neil              | Canada               |    | 3 min 34 s      |
| 30                                 | Edith Schönenberger    | Suisse               |    | 3 min 34 s      |
| 31                                 | Wang Li                | Chine                |    | 3 min 34 s      |
| 32                                 | Kelly-Ann Way          | Canada               |    | 3 min 34 s      |
| 33                                 | Brigitte Gyr-Gschwend  | Suisse               |    | 3 min 34 s      |
| 34                                 | Laural Zilke           | Canada               |    | 3 min 34 s      |
| 35                                 | Evelyne Müller         | Suisse               |    | 3 min 34 s      |
| 36                                 | Debbie Jensen          | Canada               |    | 3 min 34 s      |
| 37                                 | Cécile Odin            | France               |    | 3 min 34 s      |
| 38                                 | Pascale Ranucci        | France               |    | 3 min 34 s      |
| 39                                 | Lisa Brambani          | Royaume-Uni          |    | 3 min 34 s      |
| 40                                 | Heleen Hage            | Pays-Bas             |    | 3 min 34 s      |

|                      | Coureuse             | Pays                 |  | Temps       |
| -------------------- | -------------------- | -------------------- |  | ----------- |
| Autres compétitrices |                      |                      |  |             |
| 44                   | Tuulikki Jahre       | Suède                |  | 3 min 34 s  |
| 45                   | Ines Varenkamp       | Allemagne            |  | 5 min 18 s  |
| 53                   | Karina Skibby        | Danemark             |  | 7 min 26 s  |
| 57                   | Johanna Hack         | Autriche             |  | 7 min 26 s  |
| 58                   | Catherine Swinnerton | Royaume-Uni          |  | 7 min 33 s  |
| 62                   | Petra de Bruin       | Pays-Bas             |  | 10 min 30 s |
| 63                   | Maria Herrijgers     | Belgique             |  | 10 min 30 s |
| 65                   | Anita Valen de Vries | Norvège              |  | 10 min 30 s |
| 66                   | Nadine Fiers         | Belgique             |  | 10 min 30 s |
| 67                   | Luisa Seghezzi       | Italie               |  | 10 min 30 s |
| 69                   | Viola Paulitz        | Allemagne de l'Ouest |  | 10 min 38 s |
| 70                   | Greta Fleerackers    | Belgique             |  | 13 min 5 s  |
| 71                   | Thea van Rijnsoever  | Pays-Bas             |  | 13 min 5 s  |
| 73                   | Marina Mampay        | Belgique             |  | 13 min 5 s  |
| 74                   | Monique de Bruin     | Pays-Bas             |  | 13 min 5 s  |
| 75                   | Josiane Vanhuysse    | Belgique             |  | 13 min 5 s  |